# Peninsula Cape-York

Harta peninsulei Cape-York și amplasarea ei

Peninsula Cape-York este o peninsulă aflată în nord-estul Australiei, între Golful Carpentaria (la vest) și Marea Coralilor (la est). În partea de vest a peninsulei se întinde o câmpie, iar în cea de est un lanț de munți pitici cu altitudinea de până la 555 m. Pe peninsulă cresc păduri de eucalipt, iar pe litoralul estic păduri tropicale. Solul peninsulei păstrează zăcăminte de aur, plumb, bauxită.

## Sursă
- Enciclopedia sovietică moldovenească, vol. 3, pag. 247, Chișinău, 1972